# Heinrich von Dischingen
Heinrich von Dischingen ou Tischingen (mort le 9 juillet 1231) est prince-évêque d'Eichstätt de 1228 à sa mort.

## Biographie
Heinrich von Dischingen, selon le plus ancien catalogue épiscopal, serait de la famille franconienne de Dischingen. Dischingen est une commune du Bade-Wurtemberg.
Il est en 1212 chanoine puis en 1219 prévôt de la cathédrale. En 1223, il est chef de l'opposition à l'élection de l'évêque Friedrich von Haunstadt. En tant qu'évêque, il est du côté de Louis de Bavière et fait également partie des personnes présentes à ses funérailles. Sinon, il est à peine occupé en dehors du diocèse.
Il existe à ce jour des incertitudes concernant sa famille d'origine, son mandat et son jour de décès.